# Liste des souverains albaniens
Une liste des souverains albaniens est présentée par l’historien arménien Movsès Kaghankatvatsi dans son « Histoire des Aghovans » et contient une dizaine de rois d’Albanie du Caucase de race arménienne avec quelques informations qui ont permis à Cyrille Toumanoff de tenter de dater leur chronologie à partir de synchronismes avec d'autres souverains bien connus.

## Dynastes arsacides
- 114-138 : Arhan, prince arsacide[1] ;

……  
- 300 : Vatchagan Ier le Vaillant ;
- 330 : Sanêsan[2] ;
- 330 : Vatché Ier, fils de Vtchagan Ier ;
- 370 : Ourhnayr, fils du précédent, époux d'Asaï, une sœur du roi perse Shapur II. Vers 370 il est un des généraux du roi de Perse vaincus lors de la bataille de Dsirav par Mouchel Mamikonian[3] ;
- 400 : Vatchagan II, son fils ;
- 410 : Mrhavan ou Mihran, son frère ;
- 420 : Satoy, son frère ;
- 420-438 : Esvaghen[4] ;
- 450-463 : Vatché II, son fils issu d’une fille du roi perse Yazdgard II ; il est mentionné par les historiens Élisée et Lazare de Pharbe[5] ;
- Vatché II doit abdiquer et la monarchie est abolie pendant 30 ans par les Sassanides ;
- 485-510: Vatchagan III le Pieux, il est rétabli par le roi Valash[6]. Il met à profit l’affaiblissement des Sassanides pour restaurer la royauté en Albanie.

Selon l’historien arménien, Vatchagan, que l’on avait obligé à devenir « mage » à l'époque de l’annexion iranienne, mérite le surnom de « Pieux » car « il travaille de toutes ses forces à l’amélioration de son peuple par l’instruction et la religion, il établit des écoles pour les fils de mages de prêtres d’idoles de sorciers, d’empoisonneurs et de coupeurs de doigts » et  « plus hardi que ses prédécesseurs il entreprend d’extirper les abominations dans l’Albanie ». Vatchagan réunit également en 488 un concile régional à Barda sous la présidence de Chouphaghichoï catholicos de l'Église d'Albanie, entouré de trois évêques, de trois chorévêques et de nombreux prêtres.
Il semble que la monarchie ait disparu après lui. Le contrôle du pays, dont l’Église avait suivi l'Église arménienne lors du second concile de Dvin en 555 et rejeté le concile de Chalcédoine, fait l'objet de disputes entre Byzance, qui intervient dans ses affaires internes en 575 puis en 591, et l’Empire sassanide. L’Albanie du Caucase doit également subir l’occupation des Khazars. 
Le premier rôle dans la région est accaparé par la dynastie des Mihranides, princes de Gardam. Varaz Grégoire est reconnu prince d’Albanie par l’empereur byzantin Héraclius Ier après qu’il a été « baptisé » en 628 par Ter Viroï, catholicos d’Albanie pendant 34 ans.

## Princes primats d’Albanie
- 628-636 : Varaz Grégoire ;
- 636-680 : Javanshir, son fils ;
- 680-699 : Varaz Terdat Ier, son neveu ;
- 699-704 : Shéroy, candidat au trône issu du parti anti-byzantin pendant que Varaz Terdat est retenu à Constantinople ;
- 704 : Varaz Terdat Ier, rétabli sur son trône.

## Princes titulaires
- 710 : Vardan Ier, fils de Varaz Terdat ;
- 740 : Narsès-Dzndak, son fils ;
- 770 : Gagik, son fils ;
- 800 : Step'annos (Étienne), son fils ;
- Mort en 821 : Varaz- Terdat II, son fils.

Après le meurtre de Varaz-Terdat II et de son fils et héritier, Étienne (II), le titre de prince de Gardman et de Prince-Primat (titulaire) d'Albanie fut porté par des princes arméniens haykides de Siounie, dont le premier, Atrnerseh Ier (mort en 853), fils de Sahak II, prince de Siounie occidentale ou Gegharkunik, avait épousé Spram, la sœur et héritière d'Étienne (II).